# 獅子頭 (料理)

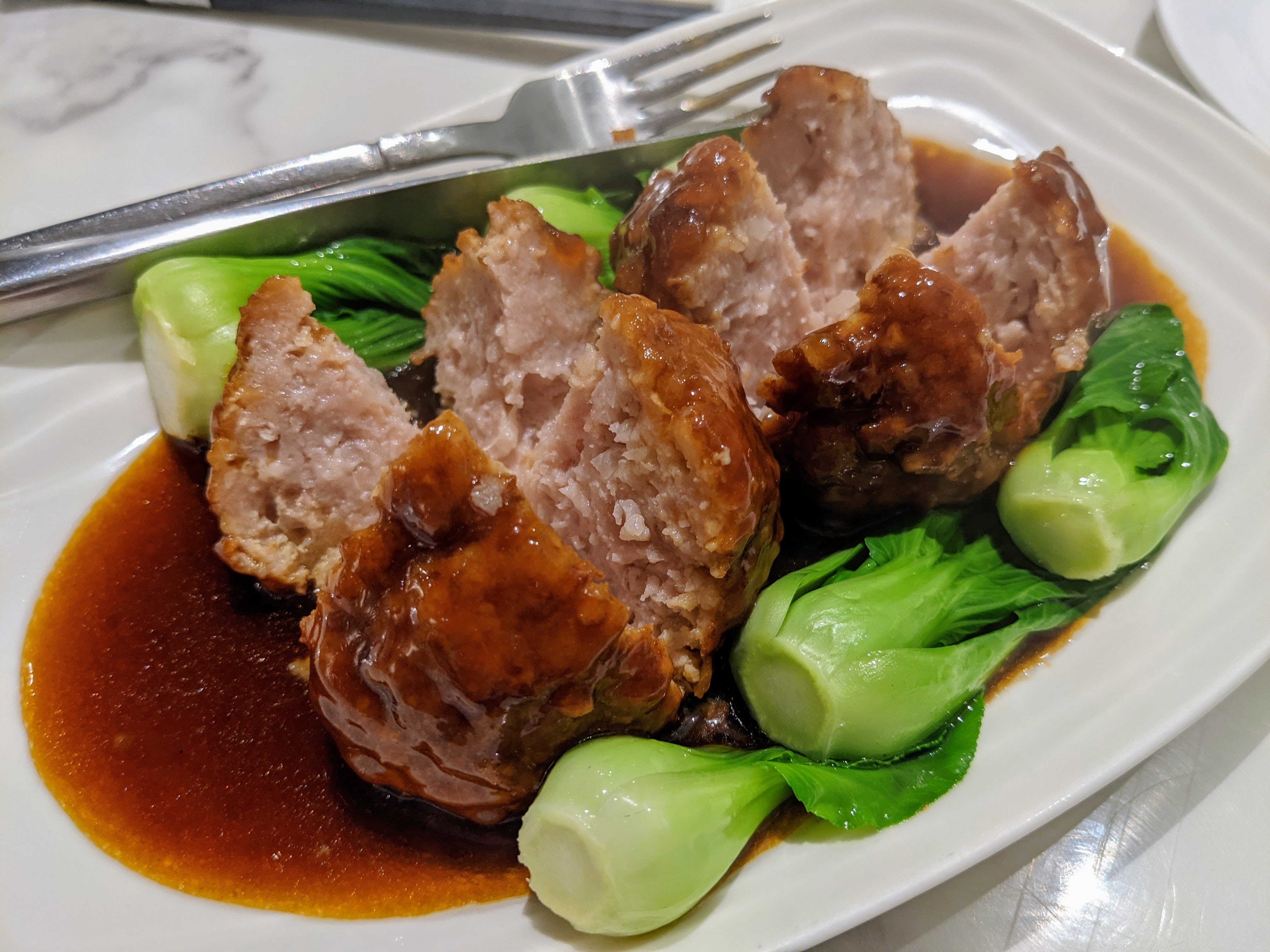
獅子頭 ブラウンソース掛け 青梗菜添え

獅子頭（シーズートウ）は上海料理の1つであり、定番料理とされる。大きな肉団子である。日本語読みで「ししとう」とも呼ばれる。

## 概要
ネギやショウガなどを練りこんだ挽き肉を、こぶし大の肉団子にした料理である。
もともと江南地方で作られていた伝統料理（淮揚料理）であり、名前の由来は「獅子の頭ぐらいに大きい」こととされる。

## 料理の例
清燉獅子頭（チンドゥン シーズトウ）
獅子頭を土鍋に入れ、弱火で長時間加熱してつくる料理。獅子頭の食べ方としてはポピュラーなものである。
清燉蟹粉獅子頭（チンドゥン シェフェン シーズトウ）
上海蟹を練りこんだ獅子頭を用いる清燉獅子頭。揚州の名物料理。

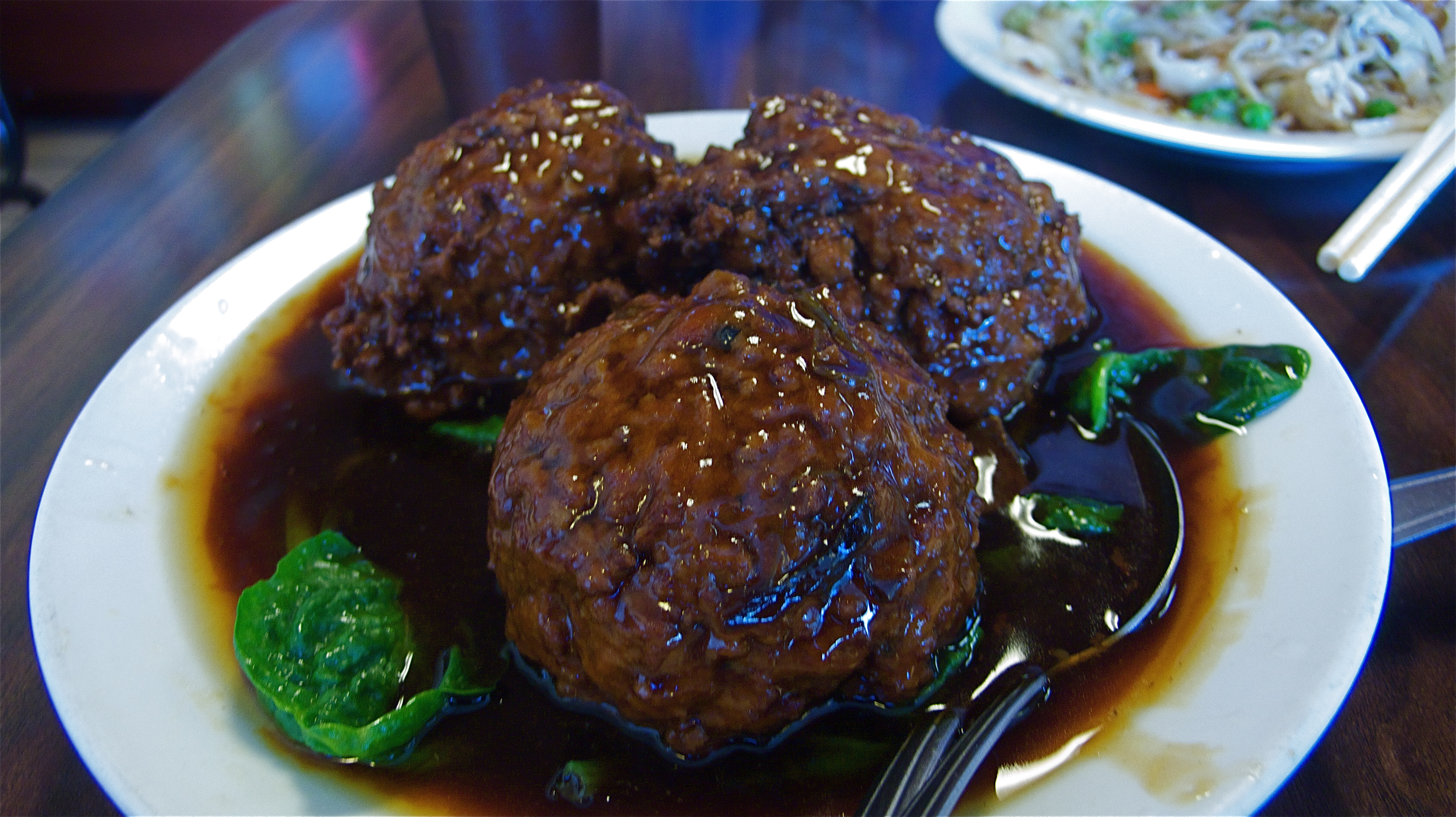
紅焼獅子頭
獅子頭の醤油煮込み。

## 歴史
隋の第2代皇帝（在位：604年 - 618年、煬帝として知られる）が揚州を巡幸したとき、揚州の四大景勝地である萬松山、金錢墩、象牙林、葵花崗を気に入り、それぞれの景勝地をテーマとした料理を作らせた。それが、松鼠鱖魚、金銭蝦餅、象牙鶏、葵花献肉の4つであるが、この中の葵花献肉が獅子頭の原型になったとされる。なお、葵花献肉は「ヒマワリ肉団子」の意味である。
その後、唐の時代になり、料理人の韋巨元がある宴席で葵花献肉などを振る舞ったところ、一同が絶賛し、葵花献肉は、ヒマワリから獅子に格上げされ、獅子頭と呼ばれるようになったとされる。

## 文化の中の獅子頭
『獅子頭（シーズトォ）』
楊逸の長編小説。朝日新聞夕刊に連載されていた。
獅子頭作りの腕前が評価され、日本の料理店にスカウトされ、妻子を残し日本へとやってきた中国人料理人を描く。